# Plameňák růžový
Plameňák růžový (Phoenicopterus roseus) je středně velký pták a zřejmě nejznámější zástupce své čeledi plameňákovití (Phoenicopteridae).

## Popis
Mají dvě dlouhé růžové nohy, které mají mezi krátkými prsty plovací blány. Tělo je růžovobílé, s nohama průměrně 120 – 140 cm vysoké a dosahuje hmotnosti 2100–4100 g. Dlouhý krk a hlava jsou čistě růžové, mnohdy i dočervena. Je dokázáno, že mají oko větší než mozek. Mají také dlouhá, výrazně zbarvená křídla, která dosahují rozpětí 140–170 cm. Obě pohlaví se od sebe liší pouze velikostí, samec je v průměru o cca 1/5 větší. Jejich zvláštně vyvinutý a tvarovaný zobák jim umožňuje vyhledávat a filtrovat potravu z mělké vody. Zobák přitom drží tak, aby byl horizontálně ponořen do vody. Proud vody protéká zobákem a plameňák tiskne svůj masitý jazyk na vláknité lamely, jež zachytí částečky potravy, kterou se stává jak živočišný, tak rostlinný plankton; přijmutá voda poté odteče po stranách zobáku ven.
Plameňáci hnízdí ve skupinách, které mohou čítat i několik desítek tisíc kusů. Páření předchází hromadný ritualizovaný tok. Hnízda, vzhledem připomínající homoli, si plameňáci růžoví staví z bláta a hlíny . Samec i samice hnízdo vymodelují zobákem a snáší do něj obvykle jedno křídově bílé vejce, které se líhne po 27 až 31 dnech. Ve věku asi 5 až 7 dní opouštějí mláďata hnízdo a sdružují se do početných školek. Mláďata jsou v prvních týdnech plně odkázána na péči rodičů, kteří je krmí tekutým výměškem z volete což znamená že jejich mláďata jsou krmivá. Na této stravě jsou závislá do té doby, dokud se jim nevyvine vlastní filtrační aparát. Mláďata jsou vzletná ve věku asi 65 až 90 dní, kdy se osamostatňují. Mláďata mají šedé peří, do růžova se plně vybarví až ve 3 – 4 roce života, kdy pohlavně dospívají. Populace žijící mimo tropické zóny jsou tažné. V přírodě se dožívají až 50 let, v zajetí výjimečně i přes 80 let.

## Výskyt

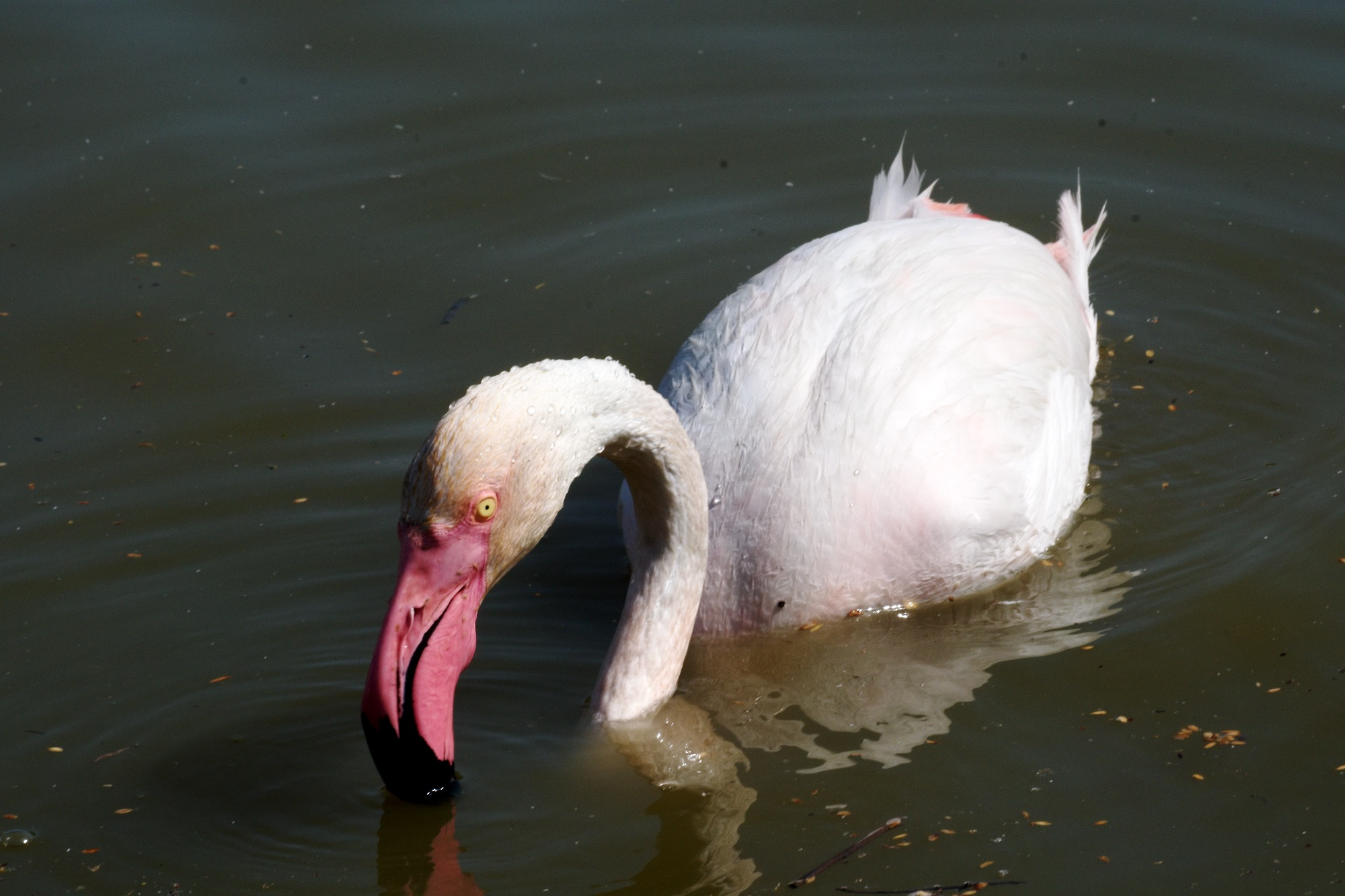
Plameňák růžový ve francouzském Camargue

Obývá území Afriky, Madagaskaru, jihozápadní Asie (včetně Turecka) a Kazachstánu, jižní Asie (pobřežní regiony Indie) a jižní Evropy (včetně Španělska, Portugalska, Řecka, Itálie, Kypru, Chorvatska, Černé Hory, a Camargue ve Francii). Občas je plameňák růžový považován za poddruh plameňáka karibského (Phoenicopterus ruber), a proto se u něj můžeme setkat i s názvem plameňák růžový starosvětský (Phoenicopterus ruber roseus). Je blízce příbuzný plameňáku chilskému.
Početné skupiny plameňáků obývají rozsáhlé slané laguny, jezera a mořské pobřeží.

## Chov v zoo
Plameňáci růžoví jsou velice oblíbeným druhem chovaným v zajetí, zvláště v zoologických zahradách. V Evropě jsou chováni takřka ve 200 zoo. V Česku se plameňák růžový chová v následujících zoo:
- Zoo Brno
- Zoo Dvůr Králové
- Zoo Hluboká
- Zoo Hodonín
- Zoopark Chomutov
- Zoo Jihlava
- Zoo Liberec
- Zoo Olomouc
- Zoo Plzeň
- Zoo Praha
- Zoo Zlín

Na Slovensku je chován ve všech čtyřech tradičních zoologických zahradách, tedy v Zoo Bratislava, Zoo Bojnice, Zoo Košice a Zoo Spišská Nová Ves.

### Chov v Zoo Praha
Chov tohoto druhu v Zoo Praha je dlouhodobou záležitostí. V roce 1977 byli dovezeni jedinci z volné přírody. První mládě bylo zaznamenáno o devět let později.
Ke konci roku 2017 bylo chováno 70 jedinců. V průběhu roku 2018 bylo odchováno 7 mláďat, a tak počet plameňáků růžových dosáhl na konci roku 2018 počtu 77 jedinců. Plameňák růžový je k vidění v dolní části zoo v rámci expozičního celku Vodní svět a opičí ostrovy.